# Супрун, Людмила Павловна
Людми́ла Па́вловна Супру́н (укр. Людмила Павлівна Супрун) — украинский политик и общественный деятель, лидер Народно-демократической партии Украины. В 1998—2006 — Народный депутат Украины. В 2010 году была кандидатом в Президенты Украины где набрала 0,19 % и заняла 13-е место. Заслуженный экономист Украины, доктор экономических наук, посол на Украине Международной комиссии по правам человека.

## Биография
В 1982 году окончила с золотой медалью школу № 1 в Запорожье и поступила в Киевский государственный университет им. Т.Шевченко, который окончила с отличием по специальности «юрист-правовед».
Работала юрисконсультом предприятия, одновременно поступив на отделение международного права и сравнительного анализа аспирантуры Института государства и права им. В.Корецкого при Академии наук Украины.
- 1989 — Младший научный сотрудник Украинского научно-исследовательского института сельскохозяйственной радиологии.
- 1992 — ведущий научный сотрудник отдела международного права Института государства и права им. В.Корецкого.
- 1993 — президент Ассоциации делового сотрудничества «Интерагро».
- 14 октября 2009 — 17 марта 2010 — глава Государственного агентства по инвестициям и инновациям.

Супрун занимает должности:
- Председатель правления Украинского фонда мира.
- Вице-спикер Гражданского Парламента женщин Украины.